# Ancilosaure
|  | Per a altres significats, vegeu «Ancilosaures». |

L'ancilosaure (Ankylosaurus magniventris), de vegades conegut com a anquilosaure, és una espècie de dinosaure ornitisqui de la família dels ancilosàurids, l'única del gènere Ankylosaurus. Se n'han trobat fòssils en formacions geològiques de l'oest de Nord-amèrica que daten del límit superior del Cretaci, fa 66-68 milions d'anys. Fou, doncs, un dels últims dinosaures no aviaris. Cap dels espècimens que se n'han descobert és un esquelet complet. Sovint és considerat l'arquetip de l'infraordre Ankylosauria malgrat que n'hi ha altres espècies que estan representades per una major quantitat de fòssils i que l'ancilosaure presenta diversos caràcters inusuals en aquest grup.
Altres ancilosaures comparteixen els seus ben coneguts trets de cos fortament protegit amb llarga cua òssia amb forma de garrot, però l'ancilosaure és el membre més conegut de la família.

## Història dels descobriments

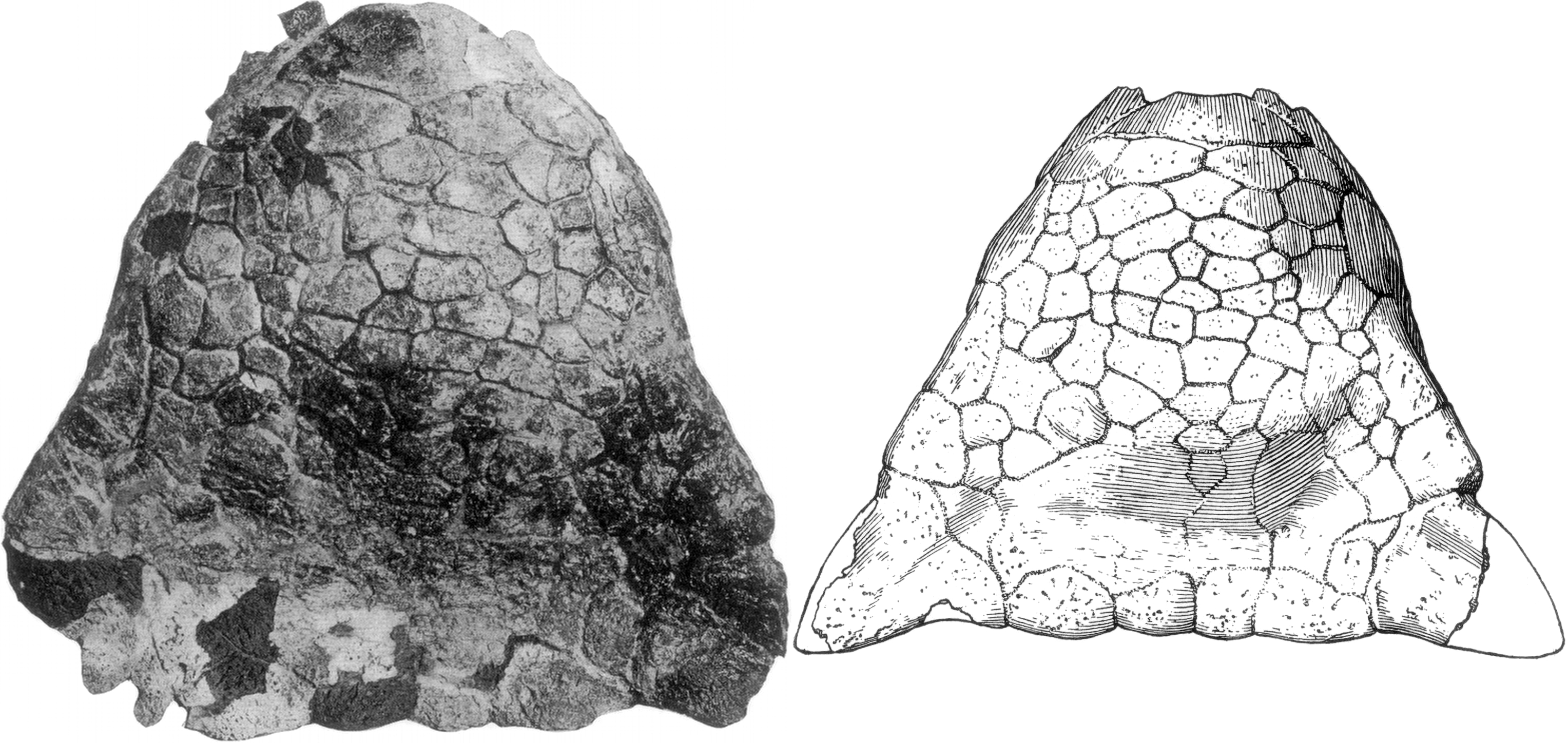
Crani de l'holotip AMNH 5895 i diagrama de reconstrucció del mateix.

El 1906, una expedició del Museu Americà d'Història Natural dirigida pel paleontòleg Barnum Brown va descobrir l'espècimen tipus d'Ankylosaurus magniventris (AMNH 5895) a la Formació de Hell Creek, prop de Gilbert Creek, Montana. L'exemplar (trobat pel col·leccionista Peter Kaisen) constava de la part superior d'un crani, dues dents, part de la cintura escapular, vèrtebres cervicals, dorsals i caudals, costelles i més de trenta osteodermes (plaques d'armadura). Brown va descriure científicament l'animal l'any 1908; el nom genèric deriva de les paraules gregues αγκυλος ankulos (doblat o torçat), referint-se al terme mèdic «anquilosi», la rigidesa produïda per la fusió dels ossos al crani i al cos, i σαυρος sauros (llangardaix). El nom es pot traduir com «llangardaix fusionat», «llangardaix rígid» o «llangardaix corbat». El nom de l'espècie tipus, magniventris, deriva de llatí: magnus (gran) i llatí: venter (ventre), fent referència a la gran amplada del cos de l'animal.

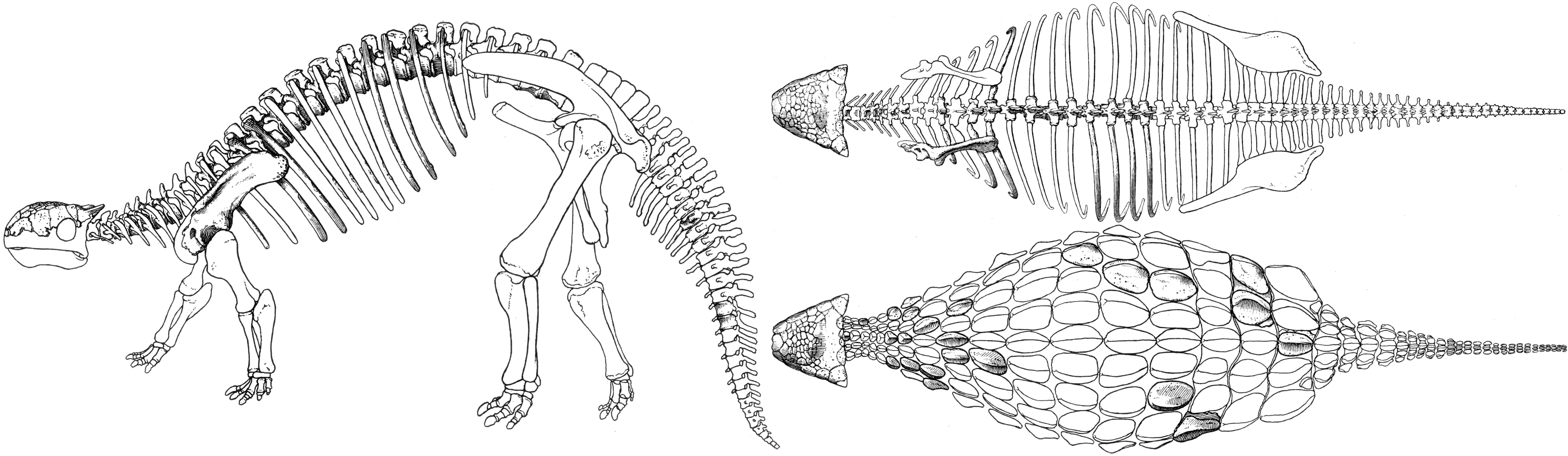
Reconstrucció esquelètica de l'holotip de 1908, amb parts que falten restaurades a partir de l'estegosaure.

La reconstrucció de l'esquelet que acompanya la descripció de 1908 va restaurar les parts que faltaven d'una manera semblant a estegosaure, i Brown va comparar el resultat amb l'extint mamífer blindat Glyptodon. En contrast amb les representacions modernes, la reconstrucció semblant a un estegosaure de Brown mostrava extremitats anteriors robustes, una esquena fortament arquejada, una pelvis amb dents que es projectaven cap endavant des de l'ili i el pubis, així com una cua curta i caiguda sense massa al final d'aquesta, que en aquell moment era desconegut. Brown també va reconstruir les plaques de blindatge en fileres paral·leles que recorrien la part posterior; aquesta disposició era purament hipotètica. La reconstrucció de Brown va tenir una gran influència, i les restauracions de l'animal basades en el seu diagrama es van publicar fins als anys 80.
 En una revisió de 1908 de la descripció de l'ancilosaure de Brown, el paleontòleg estatunidenc Samuel Wendell Williston va criticar la reconstrucció de l'esquelet perquè es basava en massa poques restes, i va afirmar que l'ancilosaure era un mer sinònim del gènere Stegopelta, que Williston havia batejat el 1905. Williston també va declarar que una reconstrucció de l'esquelet del relacionat Polacanthus per un paleontòleg hongarès Franz Nopcsa era un millor exemple de com els ancilosaures haurien aparegut a la vida. La afirmació de la sinonímia no va ser acceptada per altres investigadors, i els dos gèneres ara es consideren diferents.
Brown va recollir 77 osteodermes mentre excavava un exemplar de tiranosaure a la formació de Lance Creek de Wyoming el 1900. Va esmentar aquests osteodermes (exemplar AMNH 5866) a la seva descripció de l'ancilosaure però pensava que pertanyien al tiranosaure. El paleontòleg Henry Fairfield Osborn també va expressar aquesta visió quan va descriure l'espècimen del tiranosaure com l'ara sinònim del gènere Dynamosaurus el 1905. Un examen més recent ha demostrat que eren semblants als de l'ancilosaure; sembla que Brown els havia comparat amb alguns osteodermes Euoplocephalus, que havien estat catalogats erròniament com a pertanyents a l'ancilosaure a l'AMNH.

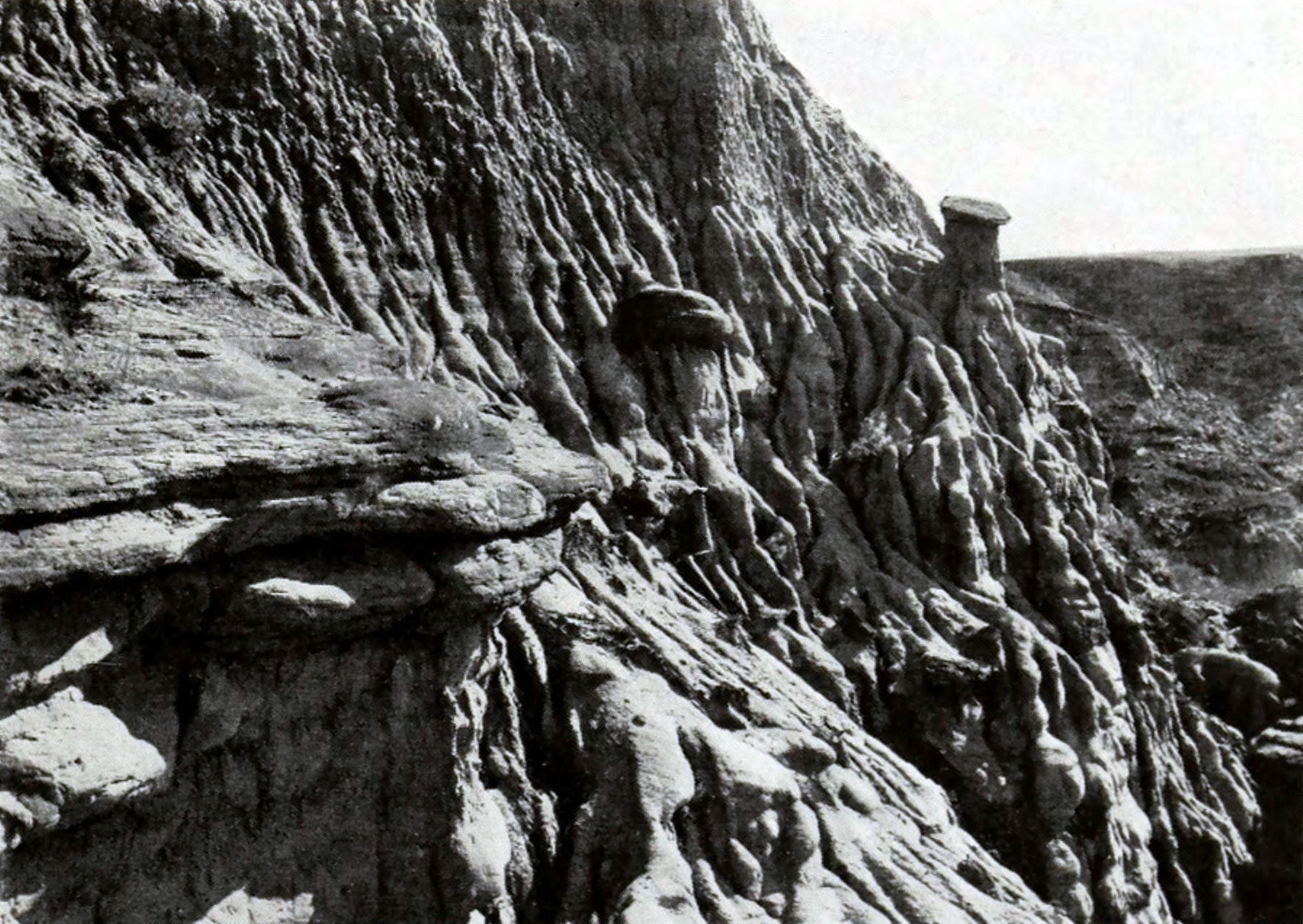
Excavació de l'AMNH 5214 (centre, a sobre de la selecció), 1910

El 1910 una altra expedició de l'AMNH liderada per Brown va descobrir un exemplar d'ancilosaure (AMNH 5214) a la Formació de Scollard al costat del riu Red Deer a Alberta, Canadà. Aquest exemplar incloïa un crani complet, mandíbules, la primera i única massa de la cua conegut d'aquest gènere, així com costelles, vèrtebres, ossos de les extremitats i armadures. El 1947 els recol·lectors de fòssils Charles M. Sternberg i T. Potter Chamney van recollir un crani i una mandíbula (exemplar CMN 8880, abans NMC 8880), un quilòmetre al nord d'on s'havia trobat l'exemplar de 1910. Aquest és el crani d'ancilosaure més gran conegut, però en alguns llocs està danyat. Una secció de vèrtebres caudals (exemplar CCM V03) va ser descoberta a la dècada de 1960 al drenatge del riu Powder, a Montana, part de la formació de Hell Creek. A més d'aquests cinc exemplars incomplets, s'han trobat molts altres osteodermes i dents aïllats.
El 1990, el paleontòleg nord-americà Walter P. Coombs va assenyalar que les dents de dos cranis assignades a A. magniventris diferien dels de l'espècimen holotip en alguns detalls, i tot i que va expressar una «considerable temptació» d'anomenar una nova espècie d'ancilosaure per a aquests, es va abstenir de fer-ho, ja que el rang de variació en el espècie no estava completament documentada. També va plantejar la possibilitat que les dues dents associades a l'espècimen holotip potser no li pertanyien, ja que es van trobar a la matriu dins de les cambres nasals. El paleontòleg estatunidenc Kenneth Carpenter va acceptar les dents com a pertanyents a A. magniventris l'any 2004, i que tots els exemplars pertanyien a la mateixa espècie, assenyalant que les dents d'altres ancilosaures són molt variables.

## Descripció

Mida dels exemplars coneguts més petits (AMNH 5214) i més grans (CMN 8880), en comparació amb un humà.

L'ancilosaure va ser el dinosaure més gros de la família dels ancilosàurids i possiblement el més llarg dels ancilosàurids. El 2004 Carpenter va estimar que l'individu amb el crani conegut més gran (exemplar CMN 8880), que té 64,5 cm de llarg i 74,5 cm d'ample, tenia uns 6,25 m de llarg i una alçada de maluc d'uns 1,7 m. El crani més petit conegut (exemplar AMNH 5214) fa 55,5 cm de llarg i 64,5 cm d'ample, i Carpenter va estimar que mesurava uns 5,4 m de llarg i uns 1,4 m d'alçada de maluc. El paleontòleg nord-americà Roger B. J. Benson i els seus col·legues van estimar el pes de l'AMNH 5214 en 4.78 tones el 2014.
El 2017, basant-se en comparacions amb ancilosaurins més completes, Arbor i Mallon van estimar una longitud de 7,56 a 9,99 m per al CMN 8880 i 6,02 a 7,95 m per a l'AMNH 5214. Tot i que aquest últim és l'exemplar més petit d'ancilosaure, el seu crani encara és més gran que el de qualsevol altre ancilosaurí. Uns quants altres ancilosaures van assolir uns 6 m de longitud. Com que les vèrtebres de l'AMNH 5214 no són significativament més grans que les d'altres ancilosaures, Arbor i Mallon van considerar massa llarga la seva estimació de rang superior de gairebé 10 m per a un "Ancilosaure" gros, i van suggerir una longitud de 8 m. Arbor i Mallon van estimar un pes de 4,78 t per a l'AMNH 5214, i van estimar provisionalment el pes del CMN 8880 en 7,95 t.

## Paleoambient

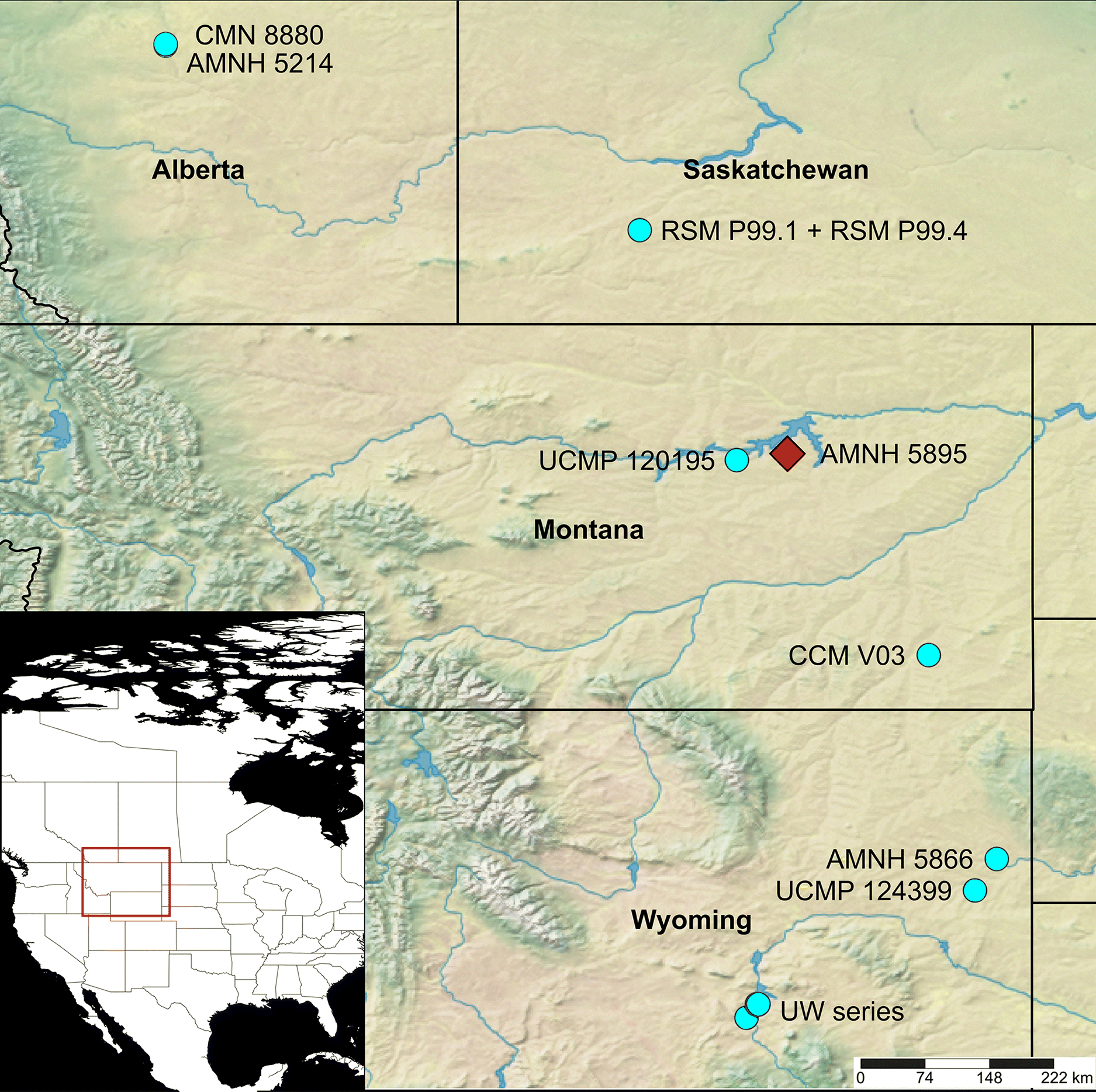
Mapa que mostra on s'han descobert fòssils d'ancilosaure; l'holotip es mostra en vermell (◆)

L'ancilosaure va existir fa entre 68 i 66 milions d'anys, a l'etapa final, o Maastrichtià, del període Cretaci superior. Va ser un dels últims gèneres de dinosaures que van aparèixer abans de l'extinció del Cretaci-Paleogen. L'exemplar tipus és de la formació Hell Creek de Montana, mentre que s'han trobat altres exemplars a les formacions Lance i Ferris a Wyoming, la formació Scollard a Alberta i la formació Frenchman a Saskatchewan, tots els quals daten del final del Cretaci.
Els fòssils d'ancilosaure són rars als sediments dels quals es coneix, i la distribució de les seves restes suggereix que era ecològicament rar, o restringit a les terres altes de les formacions, on hauria estat menys probable fossilitzar, més que les terres baixes costaneres. Un altre ancilosaure, un nodosaure anomenat Edmontonia sp., també es troba a les mateixes formacions, però segons Carpenter, l'abast dels dos gèneres no sembla que s'hagin superposat. Fins ara no s'han trobat les seves restes a les mateixes localitats, i sembla que el nodosaure habitava les terres baixes. El musell més estret del nodosaure suggereix que tenia una dieta més selectiva que l'ancilosaure, cosa que indica encara més la separació ecològica, tant si el seu abast es solapava com si no.
Amb el seu baix centre de gravetat, l'ancilosaure hauria estat incapaç d'enderrocar arbres com ho fan els elefants moderns. També era incapaç de mastegar escorça. Com a adult, l'ancilosaure no sembla haver-se congregat en grups (tot i que alguns ancilosaures sembla que s'haurien congregat quan eren joves). Per tant, és improbable que l'ankylosaure hagi pogut modificar el paisatge del seu ecosistema de la manera que ho fan els elefants; en canvi, els hadrosàurids poden haver tingut un paper d'"enginyer d'ecosistemes".
Les formacions on s'han trobat fòssils d'ancilosaure representen diferents seccions de la costa occidental del mar Niobrarà que dividia l'oest i l'est d'Amèrica del Nord durant el Cretaci, una àmplia plana costanera que s'estén cap a l'oest des de la via marítima fins a les recentment formades muntanyes Rocoses. Aquestes formacions es componen en gran part de gres i fangolita, que s'han atribuït als entorns de la plana d'inundació. Les regions on s'ha trobat l'ancilosaure i altres ancilosaures del Cretaci superior tenien un clima càlid subtropical/temperat, que era monsònic, tenia pluges ocasionals, tempestes tropicals i incendis forestals. A la formació Hell Creek, hi havia molts tipus de plantes, principalment angiospermes, amb coníferes, falgueres i cícades menys comuns. L'abundància de fulles fòssils trobades en desenes de llocs diferents indica que la zona estava en gran part boscosa per arbres petits. L'ancilosaure compartia el seu entorn amb altres dinosaures que incloïen els ceratopsids Triceratops i Torosaurus, l'hipsilofodòntid Thescelosaurus, l'hadrosàurid Edmontosaurus, un nodosaure indeterminat, el pachycephalosauria Pachycephalosaurus, i els teròpodes Struthiomimus, Ornithomimus, Pectinodon i Tyrannosaurus.